# Jan van Velde tot Melroy en Sart-Bomal

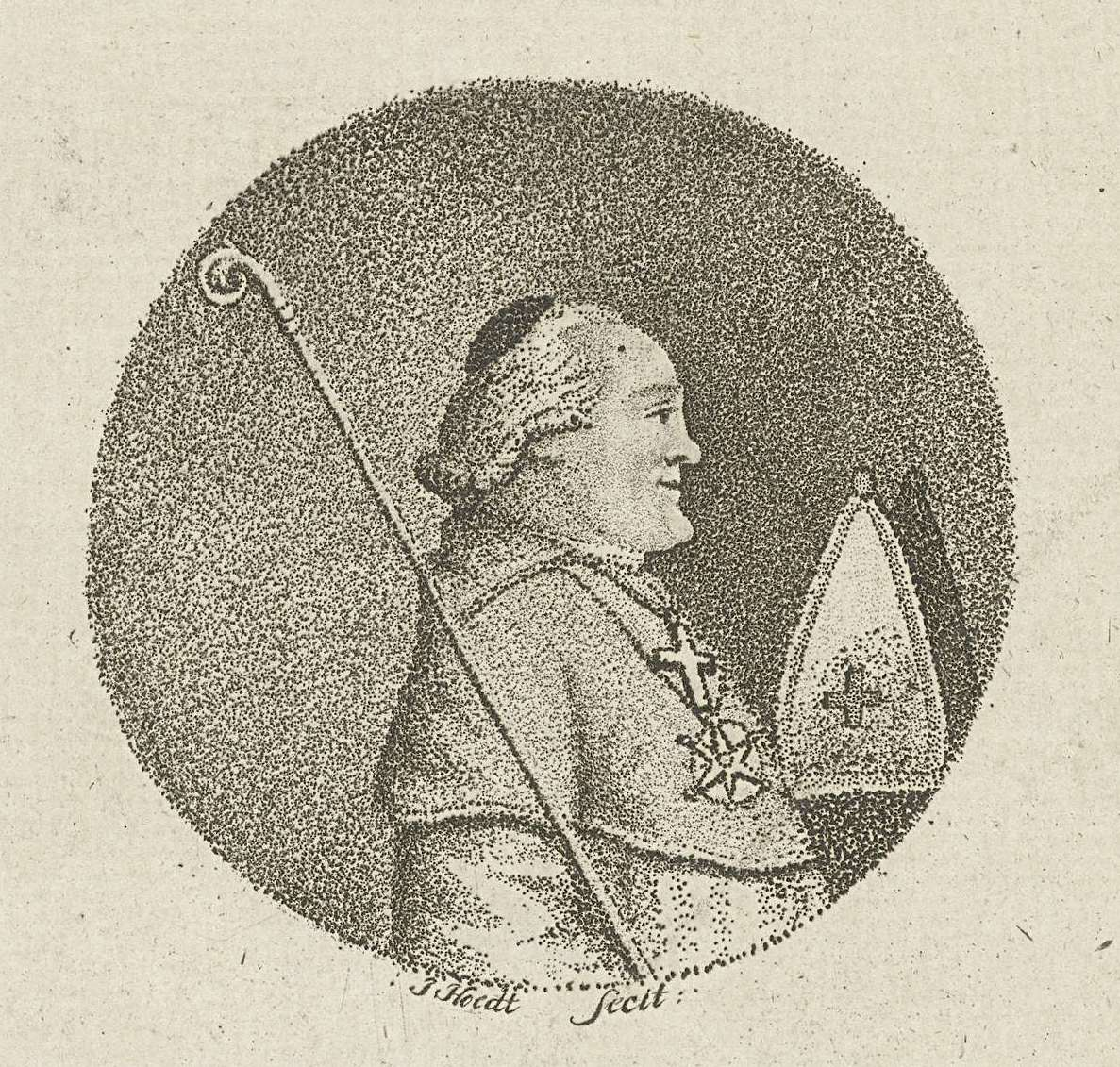
Portret van Van Velde tot Melroy en Sart-Bomal op een vormselbewijs

Jan Baptist Robert baron van Velde tot Melroy en Sart-Bomal (Brussel, 9 juli 1743 – aldaar, 22 januari 1824) was een geestelijke uit de Oostenrijkse Nederlanden die nominaal tussen 1794 en 1801 de laatste bisschop van Roermond was. Pas in 1853 werd de bisschoppelijke hiërarchie in Nederland hersteld.

## Studies
Jan Van Velde was de zoon van raadsheer Joannes Dominicus Antonius Van Velde, ontvanger-generaal te Brussel, en van Petronella Swarts.
Van Velde bezocht het seminarie van de augustijnen in Brussel en studeerde vervolgens aan de Universiteit van Leuven filosofie en de rechtsgeleerdheid, welke studie hij in 1765 afsloot met een licentiaat in de beide rechten. Hij werkte korte tijd als jurist, maar besloot al snel geestelijke te worden. Hij studeerde theologie en werd in 1769 te Mechelen, waar hij inmiddels ook benoemd was tot kanunnik van het kathedraal kapittel van Sint-Rombouts, priester gewijd. 

## Mechelse periode
Vanaf 1769 werkte hij voor het Mechelse kapittel van Sint-Rombouts, in de Oostenrijkse Nederlanden. In 1779 werd hij geestelijk raadsheer van de zogenaamde Keizerlijke Raad of Souvereine Raad van Brabant. In 1782 werd hij domprovoost van de Mechelse kathedraal. Waarschijnlijk is hij tijdens zijn Mechelse periode geadeld met de titel van baron. Ten tijde van de eerste revolutionaire Franse inval in de Zuidelijke Nederlanden (1792) moest Van Velde het land ontvluchten. Via Roermond ontkwam hij naar Düsseldorf. Hij keerde, na herstel van het Oostenrijks bewind, terug naar Mechelen. Keizer Frans II koos Van Velde in november 1793 tot bisschop van Roermond.

## Bisschop van Roermond 1794-1801
De benoeming tot bisschop werd niet veel later door paus Pius VI goedgekeurd (februari 1794). Van Velde droeg de deken van het kapittel van Roermond op, in zijn naam, de bisschopszetel in te nemen. Van Velde verliet Mechelen in juni 1794 voor Roermond (Oostenrijkse Nederlanden); het bisdom Roermond strekte zich over 4 landen uit: Oostenrijkse Nederlanden, Verenigde Nederlanden, Pruisen en de Keurpalts. Als bisschop kreeg hij inkomen van de 4 regeringen. Een nieuwe inval van de Republikeinse legers belette hemzelf bezit te nemen van zijn zetel. Hij verbleef slechts één maand in Roermond en had net tijd genoeg om zijn vicaris-generaal, Marcellus Syben te belasten met het dagelijks bestuur van het bisdom. In juli 1794 verliet hij Roermond om er nooit meer weer te keren. Hij was nog niet tot bisschop gewijd.
In Düsseldorf (augustus 1794) werd Van Velde door Lodewijk Joseph de Laval-Montmorency, prins-bisschop van Metz tot bisschop gewijd, in aanwezigheid van 10 Franse bisschoppen. Hij trachtte hierna nog te verblijven in het Pruisisch deel van zijn bisdom Roermond, maar toen hij inzag dat de Franse invasie naderde, vestigde hij zich in het klooster van de Dominicanen in Münster. Hij genoot er de steun van de Keulse aartsbisschop Maximiliaan, aartshertog van Oostenrijk en tevens prinsbisschop van Münster. Toen de Fransen verder richting Westfalen oprukten, verplaatste Van Velde zich naar Erfurt. Hij kon even later, toen er vrede was gesloten tussen Pruisen en Frankrijk, terugkeren naar Münster. Van daaruit trachtte hij zijn bisdom Roermond te besturen, gedurende een tweetal jaar. Op afstand moest hij meemaken hoe het grootste deel van de kerkelijke goederen werden verkocht en de katholieke clerus weigerde de Republikeinse eed af te leggen, met alle financiële en strafrechtelijke gevolgen van dien. Van Velde was zelf steeds tegen deze eedaflegging. In 1797 verplaatste hij zich - om dichter in de buurt van Roermond te zijn - naar Emmerik, in het Pruisisch deel van zijn bisdom. Het Pruisisch bestuur stemde hiermee in. Hij zou er tientallen priesters gewijd hebben en duizenden Vormsels hebben toegediend.

## Vicaris van Grave 1801-1818
Tijdens zijn verblijf in Emmerik moest hij meemaken hoe de Fransen zijn bisdom op 5 november 1801 ophieven. Door het concordaat van 1801 tussen paus Pius VII en eerste consul Napoleon verdween het bisdom Roermond gelegen op het Franse grondgebied, met uitzondering van de twee dekenaten Van Cuyck en Nijmegen (gelegen in de Bataafse Republiek). Roermond-stad, Venlo, Weert en Valkenburg gingen naar het nieuw ingerichte bisdom Luik. Horst, Wachtendonk en Straelen gingen naar het nieuw opgerichte bisdom Aken. Van Velde deed, zoals de paus vroeg, afstand van zijn bisdom in het Franse deel, maar niet van het Bataafse deel, namelijk het vicariaat Grave–Nijmegen of pontificaal restgebied van 53 parochies. Van Velde verhuisde in 1802 als apostolisch vicaris naar Grave aan de Maas, middenin het gebied. Dit minibisdom was niet alleen klein, het gaf hem slechts een klein inkomen.

## Eerste aalmoezenier koning van Holland 1806-1810
Zijn apostolisch werk strekte zich uit over heel het Koninkrijk Holland. Opvallend benoemde koning Lodewijk Napoleon hem tot zijn eerste aalmoezenier, wat hem de belangrijkste rooms-katholieke prelaat in Holland maakte. Hierdoor verbleef hij vaak in de koninklijke residenties (Het Loo en andere). Het Nederlandse Rijksarchief is in het bezit van zijn activiteitenverslag in de kapellen der koninklijke verblijven. Occasioneel verbleef Van Velde wel nog in Grave.

## Geen tegenbisschop in Den Bosch
In Grave bereikte Van Velde het verzoek van keizer Napoleon om medewerking te verlenen aan de heroprichting van het bisdom Den Bosch. De grenzen van dit bisdom vielen niet toevallig samen met het nieuwe Franse departement Monden van de Rijn. Van Velde, bijna 70 jaar, weigerde dit, omdat hij vond dat het (her)oprichten van bisdommen was voorbehouden aan de Heilige Stoel. In 1811 werd hij naar Parijs ontboden waar hem te verstaan werd gegeven dat het hem verboden was zich nog in zijn bisdom op te houden (op straffe van de dood). Na 9 maanden mocht hij Parijs verlaten en hij vestigde zich bij zijn broer, Emmanuel Van Velde in Brussel. Omwille van ziekte èn verbanning liet hij zich in Grave vervangen door zijn vicaris-generaal Gerardus Hermans. 

## Willem I
Van Velde bleef verder in Brussel wonen. In 1814 bevestigde paus Pius VII hem in zijn bisschoppelijke waardigheid over het gebied waar hij nooit afstand van genomen had: het vicariaat van Grave. In 1818 zag Van Velde af van het vicariaat wegens gezondheidsredenen en zijn secretaris Consgen volgde hem op (1818-1824). Koning Willem I benoemde Van Velde tot raadsheer in de geheime raad der Nederlanden. Van Velde overleed in Brussel, zijn geboortestad, in 1824. Conform zijn testament, werd zijn lichaam bijgezet in de Sint Elisabethskerk in Grave.